# Omaloplia vittata
Omaloplia vittata är en skalbaggsart som beskrevs av Guérin-Méneville 1849. Omaloplia vittata ingår i släktet Omaloplia och familjen Melolonthidae. Inga underarter finns listade i Catalogue of Life.